# Carlos Lampe
Carlos Emilio Lampe (Santa Cruz de la Sierra, 17 maart 1987) is een Boliviaans voetballer, die speelt als doelman.

## Clubcarrière
Lampe begon zijn professionele loopbaan in 2007 bij Club Bolívar. Met die club won hij sindsdien eenmaal de Boliviaanse landstitel. Sinds 2016 staat hij onder de lat bij de Chileense club CD Huachipato.

## Interlandcarrière
Lampe speelde tot op heden elf officiële interlands voor Bolivia. Onder leiding van bondscoach Eduardo Villegas maakte hij zijn debuut op 24 februari 2010 in de vriendschappelijke interland tegen Mexico (5-0) in San Francisco, net als Daniel Vaca. Lampe nam met zijn vaderland deel aan de strijd om de Copa América 2016 in de Verenigde Staten en kwam daar in alle drie de groepsduels in actie voor Bolivia.

## Erelijst
Club Bolívar
- Liga de Fútbol

2013-A
 Sport Boys Warnes
- Liga de Fútbol

2015-A